# Tornerai da me
Tornerai da me è un singolo del cantautore italiano Irama, pubblicato il 27 maggio 2016 come secondo estratto dal primo album in studio Irama.

## Descrizione
Il brano, composto da Irama stesso insieme a Giulio Nenna, è stato presentato per la prima volta dal vivo dal cantautore il 24 giugno, in Piazza del Popolo a Roma, in occasione della quarta edizione del Summer Festival, per poi essere riproposto sempre all'interno della manifestazione il 26 giugno, giorno in cui l'artista è risultato vincitore della kermesse nella sezione Giovani.

## Video musicale
Il video, diretto da Alessandro Murdaca, è stato pubblicato il 17 maggio 2016 attraverso il canale YouTube della Warner Music Italy.

## Tracce
Testi di Filippo Maria Fanti, musiche di Andrea Debernardi, Giulio Nenna.
1. Tornerai da me – 3:41